# Sergueï Ostaptchouk (hockey sur glace)
Pour les articles homonymes, voir Ostaptchouk et Sergueï Ostaptchouk.
Sergueï Igorevitch Ostaptchouk - en russe : Сергей Остапчук Игоревич - ou Siarheï Iharavitch Astaptchouk - du biélorusse : Сяргей Ігаравіч Астапчук - et en anglais Sergei Ostapchuk (né le 19 mars 1990 à Navapolatsk en République soviétique socialiste de Biélorussie - mort le 7 septembre 2011 à Iaroslavl en Russie) est un joueur professionnel russe de hockey sur glace et biélorusse.

## Biographie

### Carrière en club
En 2006, il commence sa carrière en senior avec l'équipe réserve du Lokomotiv Iaroslavl dans la Pervaïa liga. En 2007, il joue ses premiers matchs avec l'équipe première dans la Superliga. Il est choisi en quarante-septième position de la sélection européenne 2008 de la Ligue canadienne de hockey par les Huskies de Rouyn-Noranda. Il part alors en Amérique du Nord et joue deux saisons dans la Ligue de hockey junior majeur du Québec. En 2010, il revient en Russie et intègre l'effectif du Lokomotiv Iaroslavl dans la KHL.
Le 7 septembre 2011, il meurt dans l'avion transportant son équipe du Lokomotiv Iaroslavl au départ de Iaroslavl et à destination de Minsk en Biélorussie. L'avion de ligne de type Yakovlev Yak-42 s'écrase peu après son décollage de l'aéroport Tounochna de Iaroslavl, faisant 44 morts parmi les 45 occupants,.

### Carrière internationale
Il représente la Russie en sélections jeunes. Il prend part à la Super Serie Subway en 2009.

## Trophées et honneurs personnels
- 2009 : nommé dans l'équipe des recrues de la Ligue de hockey junior majeur du Québec.

## Statistiques

### En club
| Saison    | Équipe                   | Ligue        |    | Saison régulière | Saison régulière | Saison régulière | Saison régulière | Saison régulière |   | Séries éliminatoires | Séries éliminatoires | Séries éliminatoires | Séries éliminatoires | Séries éliminatoires |
| Saison    | Équipe                   | Ligue        | PJ | B                | A                | Pts              | Pun              | PJ               | B | A                    | Pts                  | Pun                  |                      |                      |
| 2006-2007 | Lokomotiv Iaroslavl 2    | Pervaïa liga | 34 | 14               | 13               | 27               | 66               |                  |   |                      |                      |                      |                      |                      |
| 2007-2008 | Lokomotiv Iaroslavl 2    | Pervaïa liga | 17 | 10               | 9                | 19               | 28               | 7                | 1 | 4                    | 5                    | 10                   |                      |                      |
| 2007-2008 | Lokomotiv Iaroslavl      | Superliga    | 3  | 0                | 1                | 1                | 2                | -                | - | -                    | -                    | -                    |                      |                      |
| 2008-2009 | Huskies de Rouyn-Noranda | LHJMQ        | 61 | 29               | 34               | 63               | 40               | 5                | 1 | 3                    | 4                    | 20                   |                      |                      |
| 2009-2010 | Huskies de Rouyn-Noranda | LHJMQ        | 38 | 21               | 16               | 37               | 46               | 11               | 2 | 6                    | 8                    | 18                   |                      |                      |
| 2009-2010 | Loko                     | MHL          | 3  | 1                | 2                | 3                | 6                | -                | - | -                    | -                    | -                    |                      |                      |
| 2010-2011 | Lokomotiv Iaroslavl      | KHL          | 8  | 0                | 0                | 0                | 4                | -                | - | -                    | -                    | -                    |                      |                      |
| 2010-2011 | Loko                     | MHL          | 11 | 6                | 3                | 9                | 18               | 1                | 0 | 0                    | 0                    | 0                    |                      |                      |
| 2010-2011 | Lokomotiv Iaroslavl      | KHL          | 28 | 2                | 1                | 3                | 10               | 7                | 0 | 0                    | 0                    | 0                    |                      |                      |